# Desiree Ficker
Desiree Ficker (9 december 1976) is een Amerikaanse triatlete. Zij behaalde een tweede plaats bij de Ironman Hawaï in 2006.

## Persoonlijke records
| afstand        | tijd    | jaar | plaats    |
| -------------- | ------- | ---- | --------- |
| 10 km          | 34.22   | 2001 | Rockville |
| Halve marathon | 1:14.10 | 2007 | Austin    |
| Marathon       | 2:39.30 | 2009 | New York  |

## Belangrijkste prestaties

### triatlon (korte of middellange afstand)
- 2003:  Wildflower Triathlon - 4:47.37
- 2003: 5e Escape from Alcatraz - 2:27.40
- 2003: 9e Spirit of Racine Triathlon - 5:02.01
- 2004: 8e Escape from Alcatraz - 2:16.25
- 2004:  Eagleman Ironman 70.3 - 4:16.36
- 2005:  Himcal - 4:31.28
- 2005:  Eagleman Ironman 70.3 - 4:24.16
- 2006:  Eagleman Ironman 70.3
- 2006:  Ironman 70.3 Buffalo-Springs
- 2006:  Ironman 70.3 California - 4:36.06
- 2007:  Ironman 70.3 Timberman
- 2007: 5e Buffalo Springs
- 2007: 4e Ironman 70.3 Eagleman
- 2007: 5e Ironman 70.3 St. Croix
- 2008:  Ironman 70.3 Boise
- 2008:  Ironman 70.3 South Africa - 4:46.46
- 2009:  Ironman 70.3 Eagleman - 4:24.49
- 2009:  Ironman 70.3 Rhode Island - 4:27.20
- 2009:  Ironman 70.3 Augusta - 4:20.47
- 2010: 4e Ironman 70.3 Texas - 4:21.30
- 2010:  Wildflower Triathlon - 4:35.02
- 2010: 4e Eagleman Ironman 70.3 - 4:31.53
- 2010:  Ironman 70.3 Racine - 4:22.51
- 2010:  Ironman 70.3 Germany - 4:42.15
- 2010:  Ironman 70.3 Augusta - 4:19.21
- 2011: 10e Ironman 70.3 California - 4:37.03
- 2011: 6e Ironman 70.3 Texas - 4:16.16
- 2011: 9e Ironman 70.3 Pocono Mountains - 4:14.29

### triatlon (lange afstand)
- 1999: Ironman Hawaï - 11:15
- 2000: Ironman Hawaï - 10:45
- 2005:  Ironman Arizona - 9:48.26
- 2005: DNF Ironman Hawaï
- 2006: 4e Ironman Arizona
- 2006:  Ironman Hawaï - 9:24.02
- 2007: 7e Ironman Austria
- 2007: 4e Tauranga Half Ironman
- 2007: 70e Ironman Hawaï - 10:40.43
- 2008: 39e Ironman Hawaï - 11:07.48
- 2011: 7e Ironman Texas - 9:24.09

### duatlon
- 2004:  Powerman Alabama - 2:35.18

### 10 km
- 1999:  Bethesda Chase - 40.25
- 1999:  Run vs Row in Alexandria - 37.38
- 1999:  Pike's Peek in Rockville - 36.57 (niet geldig)
- 2000:  Pike's Peek in Rockville - 35.48 (niet geldig)
- 2000:  Jingle Bell Run For Arthritis in Washington - 37.52
- 2001:  Pike's Peek in Rockville - 34.22 (niet geldig)
- 2003:  Pike's Peek in Rockville - 35.05 (niet geldig)
- 2005:  Statesman Capitol in Austin - 36.12
- 2008:  Capitol in Austin - 35.47
- 2009:  Capitol in Austin - 34.56
- 2010:  Capitol in Austin - 35.36

### halve marathon
- 2005:  halve marathon van Austin - 1:20.08
- 2006:  halve marathon van Austin - 1:18.25
- 2007:  halve marathon van Austin - 1:14.10
- 2008:  halve marathon van Austin - 1:18.17
- 2009:  halve marathon van Austin - 1:19.23
- 2009: 5e halve marathon van San Antonio - 1:22.28
- 2010:  halve marathon van Austin - 1:17.41

### marathon
- 2001: 7e marathon van Bethesda - 3:14.55
- 2007:  marathon van Austin - 2:40.28
- 2008: 79e marathon van Boston - 2:48.11
- 2009: 10e marathon van New York - 2:39.30
- 2010: 40e marathon van New York - 2:52.30
- 2011:  marathon van Austin - 2:50.35
- 2012:  marathon van Taos - 3:36.00